# El fava de Ramonet
El fava de Ramonet (em português, O bobo de Ramonet), é um média-metragem dirigido por Joan Andreu Moragas em Valência em 1933. É o primeiro filme sonoro na língua catalã. É baseada em uma farsa de Luis Martí (tio de Luis García Berlanga) e Ismael Serneguet sobre a não-violência, se tratando de elementos populares. O filme dura 39 minutos e é protagonizado por Mode Calandín, Campitos, Carmen Casesnoves, Julio Espí, Paco Fernández, Empar Gregori, entre outros. O orçamento foi de cerca de 11.000 pesetas.
Entre os elementos usados para caracterizar a Valência da época, há salões de dança em estilo da época, o bairro Malva-rosa e barracões na praia.

## Sinopse
Ramonet é um menino de 17 anos extrovertido e falador. Sua mãe, dona de uma alfaiataria, está preocupada com ele, então ela deixa para um cabeleireiro atrevido e animado chamado Joano para torná-lo inteligente. Isso o leva a um cabaré, onde uma série correlativa de números musicais se sucedem na pista de dança (tango, pasodoble, sapateado, etc.). Enquanto isso, Ramonet não para de fazer bobagens e mexer com alguns espectadores, por exemplo "la malagueña", uma valenciana que se finge artisticamente andaluza, e sua companheira. Ele finalmente se irrita com Ramonet e Joano, os ameaça e os cita em uma cabana perto da praia para se vingar das ofensas. Por fim, na cena do crime, a intervenção da mãe de Ramonet evita um final trágico e dá um final positivo à história.